# آرمنوهی مارتیروسیان
آرمنوهی روبیکی مارتیروسیان (ارمنی: Արմենուհի Ռուբիկի Մարտիրոսյան؛ زادهٔ ۳ مهٔ ۱۹۶۲) یک نقاش اهل ارمنستان است.

## زندگی‌نامه
در ۳ مه ۱۹۶۲ در ایروان به دنیا آمد و از استودیوی نمایشی آرمن‌فیلم ایروان فارغ‌التحصیل گشت. 

## نگارخانه

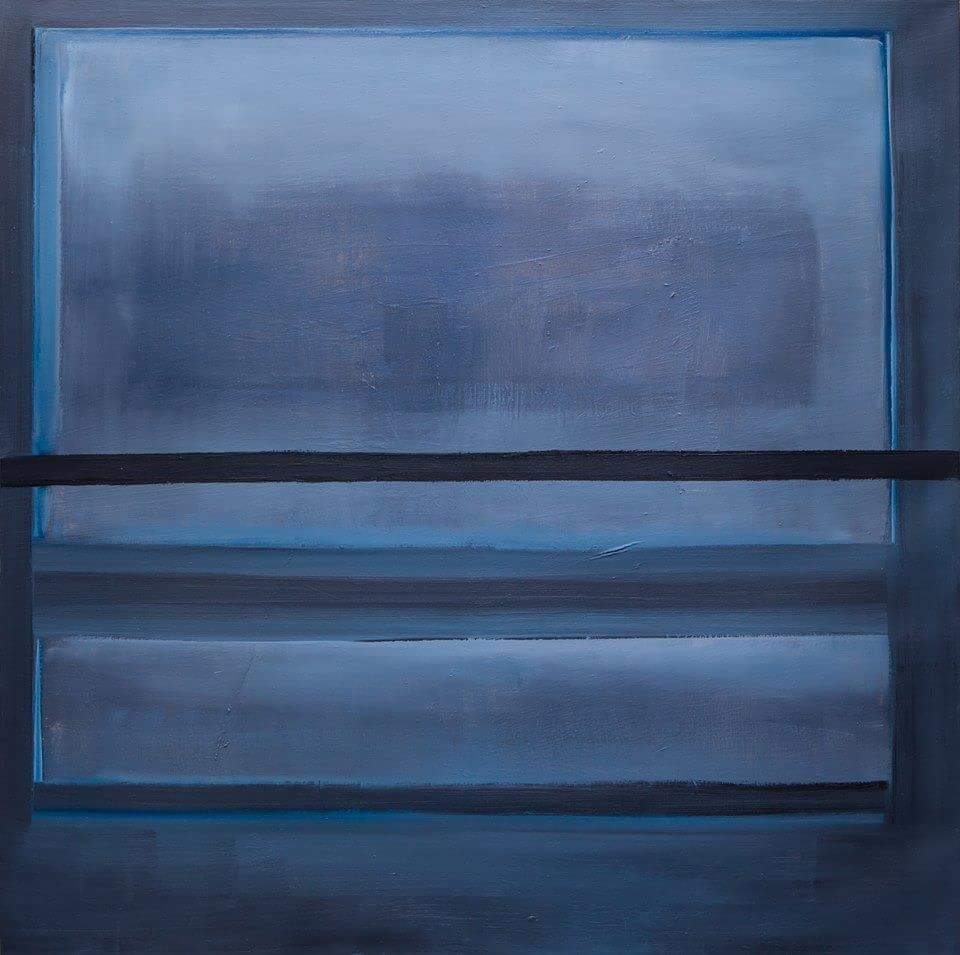
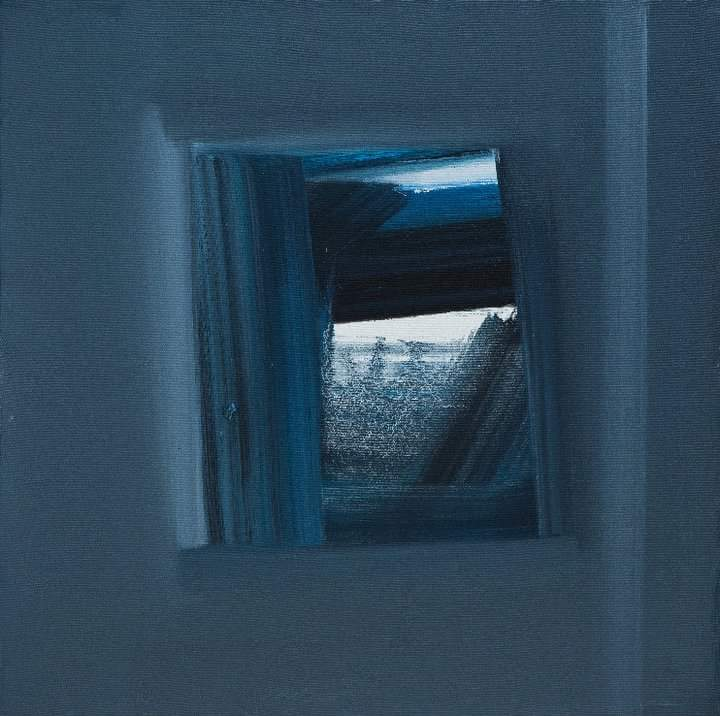